# Domaine des Enclos
Le domaine des Enclos est un parc de 33 hectares situé à Benerville-sur-Mer, en Normandie, acquis en 1937 par Calouste Gulbenkian (1869-1955), homme d’affaires qui fut l’un des plus grands collectionneurs d’art du XXe siècle.
Lors d’un séjour en 1928 en Espagne, Calouste Gulbenkian est charmé par la découverte des jardins du Retiro près de Malaga. À l’issue de cette visite, il note dans son journal « Homme de science et rêveur dans un jardin à ma façon, voilà deux grands objectifs de ma vie que je n’ai pu atteindre ». Qu’importe, neuf ans après, lors de l’un de ses séjours à Deauville, il fait l’acquisition du Domaine des Enclos, sur la commune de Bénerville, limitrophe de Deauville. C’est alors un hôtel entouré d’un vaste parc. Il va réaliser là le jardin dont il rêve et en confie la réalisation à Achille Duchêne. Calouste Gulbenkian décède en 1955, à l’âge de 86 ans. Le parc des Enclos est alors géré par la Fondation Gulbenkian, qui en juillet 1973, en fait donation à la ville de Deauville.